# Широкодзьоб рудобокий
Широкодзьоб рудобокий (Smithornis rufolateralis) — вид горобцеподібних птахів родини смарагдорогодзьобових (Calyptomenidae).

## Поширення
Вид поширений в Західній та Центральній Африці. Присутній у двох окремих популяціях — одна знаходиться вздовж прибережної смуги від Сьєрра-Леоне до північної Анголи на схід до центральної ДР Конго, а інша розташовнан на сході ДР Конго та в Уганді. Живе у низовинних дощових лісах.

## Опис
Птах завдовжки до 15 см. Має кремезне тіло з великою головою та коротким, але широким дзьобом. Спина, хвіст та крила темно-коричневі. Вторинні криючі крил з білими краями. Голова та шия чорні. На кожному плечі є руда пляма. У самців ця пляма більша ніж у самиць. Черево, груди, горло та ділянка навколо дзьоба білого кольору з чорними повздовжніми смугами.

## Спосіб життя
Живе під пологом лісу. Трапляється поодинці або невеликими групами. Знаходиться в постійному русі в пошуках поживи серед дерев. Живиться комахами та іншими дрібними членистоногими. Зрідка може поїдати дрібних плазунів та жаб, ягоди та квіти.